# آشوریان ایران

عکسی قدیمی از آشوریان ارومیه

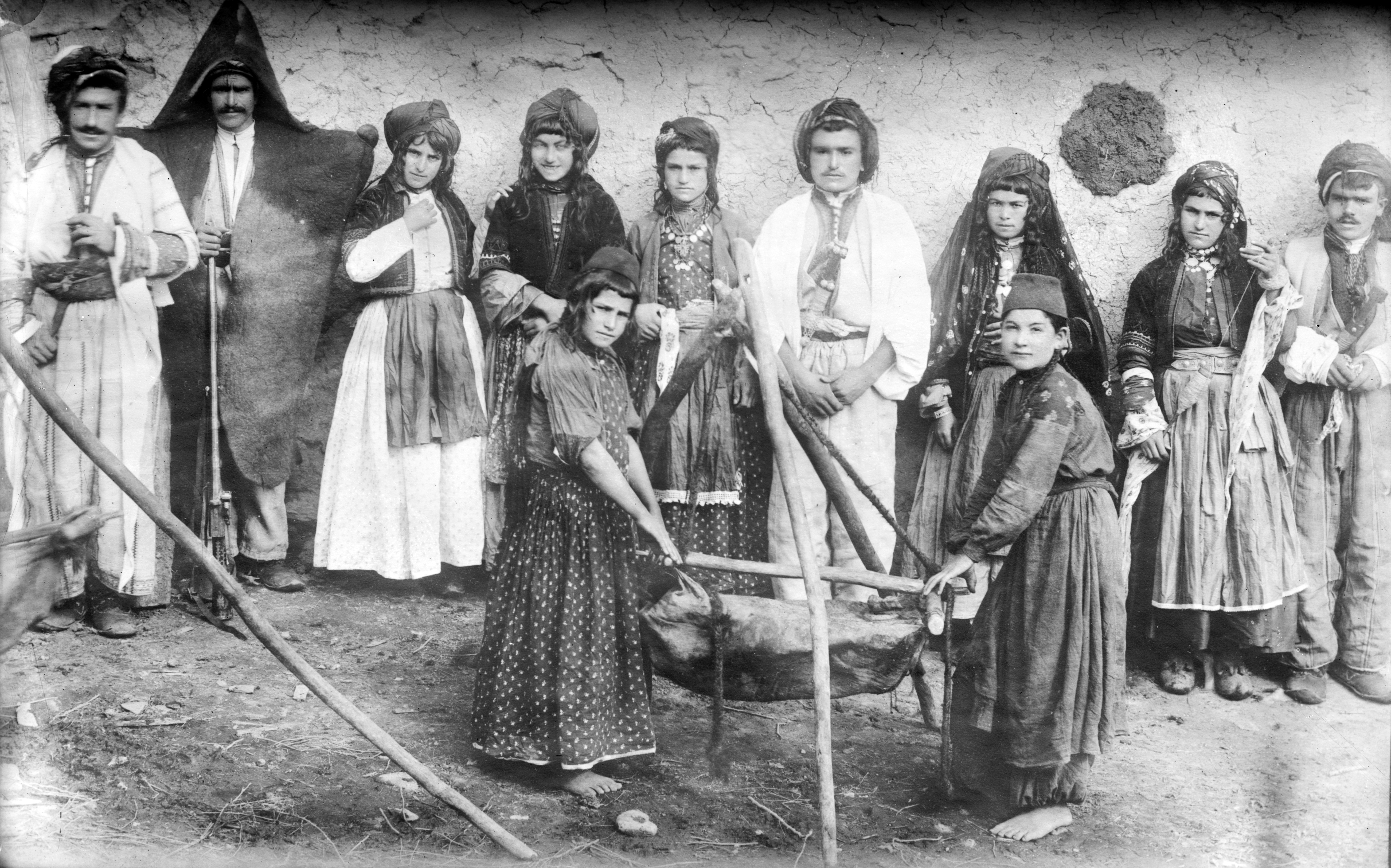
آشوریان در حال ساخت و تولید کره در موانا، ایران

جمعیت آشوریان ایران در میانهٔ سده نوزدهم میلادی به ۱۳۸٬۰۰۰ نفر می‌رسید که عمدتاً در آذربایجان غربی ساکن بودند و به دو گروه عمدهٔ مسیحیان نستوری و کاتولیک تقسیم می‌شوند. جمعیت آشوریان ایران در میانهٔ قرن بیستم میلادی به ۲۰٬۰۰۰ نفر کاهش پیدا کرد.  در سال ۱۳۸۷ نیز جمعیت آشوریان ایران حدود ۲۰٬۰۰۰ نفر برآورد شد.
پس از انقلاب مشروطه، با تشکیل مجلس شورای ملی، در قانون اساسی مشروطه برای اقلیت‌های دینی هم نمایندگانی در نظر گرفته شد؛ از جمله، یک نماینده برای مسیحیان آشوری و کلدانی. این موضوع پس از انقلاب ۱۳۵۷ هم در قانون اساسی باقی ماند. مقر اتحادیه جهانی آشوری‌ها نیز به همراه رئیس این مرکز یوناتن بت کلیا در تهران مستقر هست.